# Нанайский язык
Нана́йский язы́к (на̄ни хэсэни) — язык нанайской группы тунгусо-маньчжурской семьи, национальный язык нанайцев. В научной литературе также встречаются такие названия нанайского языка и нанайцев, как гольды, ходзены, хэчже, хэцзэни.

## Генеалогическая принадлежность
Сравнительная близость тунгусо-маньчжурских языков и высокая степень диалектной раздробленности затрудняют их классификацию. Принято выделять 11 языков, однако отчетливо противопоставлены лишь 5: эвенкийский (с солонским и негидальским), эвенский, удэ(ге)йский (с орочским), нанайский (с ульчским, орокским, а также килен), маньчжурский (с чжурчжэньским).
Первую попытку классификации тунгусо-маньчжурских языков, основанную на классификации племён, предпринял Л. И. Шренк [Шренк 1883: 292]. Он выделил четыре группы приамурских тунгусских племен:
1. дауры и солоны — тунгусские племена с сильной монгольской примесью;
2. маньчжуры, гольды, орочи — южная ветвь тунгусо-маньчжурских племен;
3. орочоны, манегирцы, бирары[5], кили;
4. ольчи, ороки, негидальцы, самагиры.

Таким образом, нанайские племена (гольды) в данной классификации входят в одну группу с маньчжурами и орочами.
Все существовавшие в 20-х годах XX века классификации тунгусо-маньчжурских языков имели в своей основе деление на южную (маньчжурскую) и северную (тунгусскую) подгруппы, при этом некоторые языки (в том числе нанайский) в различных классификациях относят то к северной, то к южной подгруппе. По мнению В. И. Цинциус, такое деление не принципиально и носит лишь вспомогательный характер [Цинциус 1949: 17].
В. А. Аврорин предложил разделить тунгусо-маньчжурские языки на «три в равной мере самостоятельных подгруппы»: северную тунгусскую, включающую эвенкийский, негидальский, солонский, эвенский; южную тунгусскую — нанайский, ульчский, орочский, орокский, удэгейский; прежнюю южную тунгусо-маньчжурскую переименовать в маньчжурскую (или «западную») и отнести к ней маньчжурский и чжурчженьский [Аврорин 1961: 2].
По мнению О. П. Суника, разделение на три группы «не содержит в себе чего-либо принципиально неприемлемого, но не даёт… и чего-либо в лингвистическом отношении полезного» [Суник 1962: 18]. О. П. Суник предлагает классификацию, в которой первые две группы языков, приведенные В. А. Аврориным, не являются самостоятельными, но обнаруживают большее грамматическое и лексическое сходство, чем маньчжурские языки по отношению ко всем тунгусским. В то же время, южно-тунгусские языки имеют больше сходства с маньчжурскими, чем северно-тунгусские.
Тунгусскую ветвь О. П. Суник разделяет на эвонкийскую подгруппу (эвенкийский, включая его солонский диалект, негидальский, эвенский) и нанайскую, или нанийскую подгруппу (нанайский, ульчский, орочский, орокский, удэгейский).
Другую, маньчжурскую, ветвь представляют маньчжурские языки: а) письменный маньчжурский с его живыми диалектами, распространенными на территории Китая; б) мёртвый чжурчжэньский [Суник 1962: 18].
А. А. Реформатский в 1967 году предложил следующую классификацию:
- Сибирская группа

1. Эвенкийский (тунгусский), с негидальским и солонским.
2. Эвенский (ламутский).

- Маньчжурская группа

1. Маньчжурский
2. Чжурчжэньский

- Амурская группа

1. Нанайский (гольдский), с ульчским.
2. Удэйский (удэгейский), с орочским.

## Ареал
Выделяется два крупных ареала расселения нанайцев — Россия и Китай. В Китае находится ареал сунгарийского диалекта — пограничные участки бассейна Уссури в Китайской провинции Хэйлунцзян [Столяров 1994]. Там нанайцы (известные как «хэчжэ», 赫哲族) проживают в Тунцзянском (同江) и Фуюаньском (抚远) уездах городского округа Цзямусы и в Жаохэйском (饶河) уезде городского округа Шуанъяшань. Хэчжэ говорили на близких идиомах — хэчжэ и килен, но на сегодняшний день носителей осталось меньше 10 человек, всё остальное сообщество использует ханьский (китайский) язык во всех сферах жизни.

### Зоны российского ареала
- Зона 1 приблизительно совпадает с границами Нанайского района Хабаровского края. Распространены найхинский и сикачи-алянский диалекты: сёла Найхин, Даерга, Троицкое, Джари, Дада, Синда, Лидога, Верхний Нерген, Сикачи-Алян. Это самая большая зона как по величине и плотности населения, так и по количеству проживающих на её территории нанайцев. Доля русского населения очень велика, маленькие национальные сёла почти отсутствуют. Но тем не менее, в селах Джуен, Улика-национальное, Дада и Верхний Нерген проживают преимущественно нанайцы. Село Дада в Нанайском районе является уникальным — в этом селе доля нанайцев составляет 97 %, всего 3 % составляют удэгейцы, китайцы, корейцы, русские. Практически все население села Дада говорит на родном языке и соблюдает национальные обычаи и традиции. Но всё же развитые транспортные коммуникации и близость крупных городов (Хабаровск, Комсомольск) способствуют миграции населения.
- Зона 2 является районом распространения кур-урмийского диалекта — бассейны рек Кур и Урми, Хабаровский район Хабаровского края, сёла Улика-Национальное, Кукан, Догордон, Хаил (в 2002 численность населения составляла 5 человек), Новокуровка, Пасека, Победа.
- Зона 3 находится внутри Амурского района: бассейн озера Болонь, сёла Ачан, Джуен, Омми. Район распространения болонского и джуенского диалектов.
- Зона 4 является районом распространения горинского (гэринского) диалекта. Находится в Солнечном районе Хабаровского края.
- Зона 5 включает в себя сёла Комсомольского района Бельго, Бичи, Нижние Халбы, Боктор, Верхняя Эконь, диалект в которых имеет черты, общие с гэринским[7].

В [Сем 1976: 24] также выделяется ареал бикинского диалекта — Пожарский район Приморского края.

## Диалектное членение
Существует несколько классификаций диалектов нанайского языка. Первые классификации были менее дробными, в них больше внимания уделялось выяснению ареалов, чем критериям разграничения диалектов. Примером такой классификации может послужить классификация Н. А. Липской-Вальронд в Дальневосточной энцинклопедии (1927 г.), в которой выделяется 7 диалектов:
1. Сунгарийский диалект — от дер. Монголи до с. Морхоко.
2. Верхнеамурский диалект — от с. Морхоко до оз. Эни на правом берегу Амура.
3. Уссурийский диалект — от с. Баца на правом берегу Амура, по Уссури и её притокам.
4. Урминский диалект — от с. Исаки на левом берегу р. Урми и с. Сусу Даптуни.
5. Курский диалект — от сел. Джармя (совр. Джармен) на р. Тунгуске до слияния р. Кура с р. Урми.
6. Среднеамурский диалект — от с. Джармя по Амуру до с. Да (совр. Дада)
7. Нижнеамурский диалект — от с. Да до с. Кемри напротив сел. Суханово [Цитировано по: Сем 1976: 21].

В 20-х гг. XX в., на которые пришёлся первый период изучения нанайского языка, ареал расселения нанайцев был гораздо более обширным, чем в наше время, и те диалекты, которые тогда ещё не были зафиксированы исследователями, по-видимому, исчезли, так и оставшись без названий. В более поздних диалектологических классификациях география ареала нанайского языка резко сужается; многие нижнеамурские и уссурийские диалекты остались неисследованными.
Следующий период исследования нанайского языка, собственно лингвистический, начался в конце 40-х годов, после почти двадцатилетнего перерыва. В классификациях растёт количество диалектов. Если Н. А. Липская-Вальронд выделяет всего 7 диалектов, то в последующих классификациях их насчитывается до 10.
Согласно классификации О. П. Суника, «нанайский язык образует два наречия, распадающиеся на ряд говоров»:
а) среднеамурское — сакачи-алянский, найхинский, болонский, джуенский, гаринский говоры;
б) верхнеамурское — кур-урмийский, бикинский, правобережный амурский, сунгарийский, уссурийский говоры [Суник 1962: 23];
В классификации, приведённой в «Грамматике нанайского языка» В. А. Аврорина, нанайский язык разделяется на три наречия: сунгарийское (или верхнеамурское), амурское (или нижнеамурское) и кур-урмийское, которые также подразделяются на ряд говоров. Основные отличия от классификации О. П. Суника касаются амурского и верхнеамурского наречий: В. А. Аврорин рассматривает болонскую и джуенскую разновидности языка как подговоры найхинского говора и выделяет третье, кур-урмийское, наречие, тогда как О. П. Суник рассматривает эту разновидность языка как кур-урмийский говор [Аврорин 1955: 7-8].
В классификации Л. И. Сем диалектная структура представлена иначе: вместо двух наречий (средне- и верхнеамурского), как у О. П. Суника, и трёх наречий (амурского, сунгарийского и кур-урмийского), как у В. А. Аврорина выделяются верхне-, средне- и нижнеамурское наречие, которые разделяются на ряд диалектов:
а) верхнеамурское наречие: правобережный амурский, сунгарийский, бикинский (уссурийский), кур-урмийский
диалекты;
б) среднеамурское наречие: сикачи-алянский, найхинский, джуенский диалекты;
в) нижнеамурское наречие: болонский, эконский, горинский диалекты [Сем 1976: 24].
Л. И. Сем объединяет диалекты, которые В. А. Аврорин разделяет на сунгарийское и кур-урмийское наречия, что совпадает с классификацией О. П. Суника, который также объединяет эти диалекты в одно наречие. Но ни О. П. Суник, ни В. А. Аврорин не выделяют нижнеамурское наречие. В классификации О. П. Суника делается акцент на морфологических и фонетических отличиях верхнеамурских говоров от всех остальных. В то же время, между нижне- и среднеамурскими говорами не наблюдается столь значительных различий. В классификации В. А. Аврорина акцентируются различия между кур-урмийским и сунгарийскими говорами. В свою очередь, Л. И. Сем обращает внимание на особенности диалектов нижнеамурского наречия, которые всё же отличают это наречие от среднеамурского.
Следует отметить, что среди современных носителей нанайского языка (представителей средне- и нижнеамурских диалектов) происходит нивелирование и смешение диалектных черт в связи с обширными миграциями населения и системой преподавания нанайского языка, основанной на найхинском диалекте, поэтому диалектологическая дифференциация современных языковых данных является весьма затруднительной.
Важной чертой для определения границ говоров, которую хорошо осознают носители языка, является место образования аффрикаты [ʦ ~ tj ~ ʧ] / [ʣ ~ dj ~ ʤ]: в целом для более верхних (по течению Амура) говоров характерны более зубные варианты (до Дады включительно), для низовых говоров — палатальные варианты. Найхин находится в смешанной зоне, встречаются разные варианты. При этом перед гласными переднего ряда встречаются только палатальные варианты.

## Социолингвистическая ситуация
По данным [Столяров 1994], общая численность нанайцев в мире составляет 11883, из них в сельской местности Хабаровского края проживают 8940 нанайцев. Однако в Хабаровском крае осталось всего около 100—150 носителей нанайского языка. На всей территории Хабаровского ареала языка доля коренного нанайского населения составляет в среднем не более 30 %; национальных нанайских деревень практически не осталось — всего в трёх сёлах (Джуен, Улика-Национальное, Дада) нанайцы составляют более 90 % населения, в остальных населённых пунктах эта цифра значительно ниже (источник данных — «Информация по населенным пунктам, районам проживания и хозяйственной деятельности коренных малочисленных народов Севера и Дальнего Востока РФ по данным Управления уполномоченного Минэкономразвития России по Дальневосточному району на 01.01.2002 года»). По данным переписи 2010 года, на территории России нанайским языком владеют 1 347 человек.
Как видно из этих данных, ситуация для сохранения языка неблагоприятная: носители языка разбросаны по разным сёлам и зачастую изолированы друг от друга.
Нанайский язык продолжает функционировать в сфере бытового общения людей не моложе 40 лет. Владея в достаточной степени родным языком, люди 40-50 лет при общении с людьми своего возраста или моложе предпочитают русский язык, используя нанайский в основном для общения с пожилыми людьми старше 70 лет.
Нанайский язык преподаётся в средней школе. Недельная учебная нагрузка и продолжительность обучения неодинаковы: существует стандартная программа преподавания нанайского языка, которая используется в 7 сёлах. Кроме того, в с. Бельго, с. Нижние Халбы и с. Верхняя Эконь введена экспериментальная программа обучения нанайскому языку с увеличенной учебной нагрузкой. Стандартная нагрузка составляет 1-2 ч. в неделю; в разных школах продолжительность обучения разная (от 4 до 10 лет, начиная с 1 класса). В школах с экспериментальной программой язык преподаётся с 1 по 9 класс с большей учебной нагрузкой.
На занятиях по нанайскому языку используются учебники, сборники сказок и художественная литература на нанайском языке. Иногда по инициативе учителей также используются и фольклорные аудиозаписи. Однако очевидны нехватка обучающих и вспомогательных материалов, технологий обучения, трудности в создании мотивации у детей. Учебники нанайского языка построены по модели учебников русского языка как родного, в которых акцент делается не на обучение собственно языку, а на теоретическую/практическую грамматику. Эта модель не адекватна в ситуации, когда учащиеся не владеют изучаемым языком. К тому же, существующие учебные материалы ориентированы преимущественно (или только) на развитие навыков чтения, тогда как количество печатных изданий на нанайском языке не превышает одного-двух десятков, причем это сборники фольклора или художественные произведения историко-биографического жанра, издающиеся очень ограниченным тиражом. Обучение же устной речи в достаточной мере не проводится и учебными пособиями не подкреплено.
В целом, нанайский язык почти полностью вытеснен из всех сфер коммуникации русским языком. Для сохранения языка в современной ситуации требуются экстренные меры.
Социолингвистическая ситуация по зонам российского ареала:
- Зона 1: есть основания предполагать, что на территории России нанайский язык лучше всего сохранился здесь. В этой зоне находится большинство школ, в которых он преподается. Найхинский диалект имеет статус литературной разновидности нанайского языка, используется в учебниках, художественной литературе и газетах. Также Нанайский район имеет национальный статус.
- Зона 2: зона с наименьшей величиной и плотностью населения, доля нанайцев невелика. Большинство проживают в селе Улика-Национальное.
- Зона 3: эта очень компактная по площади зона значительно деформируется вследствие близости города Амурска. Большая часть нанайцев проживает в сёлах с численностью населения около 500 человек. Сохранению нанайского языка способствует его преподавание в школе села Ачан.
- Зона 4: здесь проживает незначительное количество нанайцев. По данным 2002 года несколько человек, свободно владеющих горинским диалектом нанайского, оставалось только в селе Кондон.
- Зона 5: в этой зоне расположены сёла с численностью населения менее 500 человек.

## Письменность
Первые тексты на нанайском языке были написаны в конце XIX в, кириллицей. В начале 1930-х гг. для него была разработана письменность на основе латиницы. С 1937—1938 годов стал использоваться алфавит, ничем не отличающийся от русского. В 1958 году к нему добавилась буква Ӈ ӈ (вместо Нг нг). В учебной литературе используется также макрон для обозначения долгих гласных
| А а | Б б | В в | Г г | Д д | Е е | Ё ё | Ж ж |  |
| З з | И и | Й й | К к | Л л | М м | Н н | Ӈ ӈ |  |
| О о | П п | Р р | С с | Т т | У у | Ф ф | Х х |  |
| Ц ц | Ч ч | Ш ш | Щ щ | Ъ ъ | Ы ы | Ь ь | Э э |  |
| Ю ю | Я я |     |     |     |     |     |     |  |

## Типологическая характеристика

### Тип (степень свободы) выражения грамматических значений
Язык с довольно высокой степенью синтетизма, несмотря на развитый аналитический способ выражения формальных значений с помощью служебных слов. Существуют падежные послелоги, выражающие или уточняющие падежные значения знаменательных слов. Например, послелог «барони» выражает значение направительного падежа со всеми его оттенками:
энимби барони унду = энинчии унду «матери своей скажи».

### Характер границы между морфемами
Нанайский — язык агглютинативно-суффиксального типа. Каждая формальная морфема имеет одно значение, каждое формальное значение выражается только одной морфемой. Пример: ихон — «село», ихонкан — «односельчанин», ихонкансал — «односельчане», ихонконсалду — «односельчанам», ихонкансалдоива — «моим односельчанам».
Имеются редкие случаи, когда одно и то же значение выражается различными морфемами, например, отыменное глаголообразование одного и того же типа:
- кучэн «нож» — кучэлэ «ударить ножом»
- чиокор «стамеска» — чиокорда «действовать стамеской»

В современном языке суффиксы -ла и -да не являются фонетическими вариантами одной морфемы. В. А. Аврорин предполагает, что на них воздействовали ранние законы ассимиляции звуков. Все формальные морфемы располагаются строго после корня. В нанайском языке есть только суффиксы, нет префиксов и инфиксов. Морфемы располагаются в определённом порядке: корень + суфф. словообразования + суфф. деривационного формообразования + суфф. смешанного словообразования (число, косвенная принадлежность, личность/безличность причастий, время и наклонение глагола и т. п.) + суфф. реляционного формообразования (падеж, притяжательность, лицо, число глагола и т. п.) + суффиксальные частицы (одна, изредка две, крайне редко три). Обязательной частью является только основа.
Наблюдаются редкие случаи внутренней флексии (чередования звуков в корне), например:
- энэ — непроизводная основа «идти»;
- эну — непроизводная основа «уходить».

Это поздние результаты прежнего формообразования суффиксального характера, которые не противоречит общей агглютинативности морфологии нанайского языка.

### Тип маркирования

#### В именной группе
В именной группе наблюдаем вершинное маркирование.
Пример: в притяжательном словосочетании первый член выражает обладающий предмет (определение), второй — предмет обладания (определяемое).
- Арчокан даӈсани — арчокан даӈса-ни, дословно «девочка книга-её/его» — «книга девочки»

#### В предикации
В предикации наблюдается зависимостное маркирование.
Пример: алосимди Москвава гисурэйни — «учитель (ном.) про Москву (акк.) рассказывает».

### Тип ролевой кодировки в предикации
В нанайском языке аккузативный тип ролевой кодировки. Примеры:
- Наондёкан тэрини — «Мальчик-nom садится»;
- Наондёкан аорини — «Мальчик-nom спит»;
- Алосимди наондёкамба тэвэндини — «Учитель-nom мальчик-acc сажает».

### Порядок слов в предложении
Базовый порядок слов в предложении — S-O-V:
- Нёани («он») еӈгурбэ («волка») моримба («лошадью») сиавандини («кормит»).

## Фонетические особенности
Состав гласных фонем нанайского языка характеризуется относительным богатством, которое создается благодаря противопоставлению кратких и долгих гласных, чистых и назализованных (носовых). Также имеется 12 дифтонгов (не считая их варианты). Гласных фонем 6, согласных — 17. Соотношение гласных и согласных в связном тексте равняется примерно 100 к 85 — 90 (считая долгие гласные и дифтонги за двойной звук). Носовые гласные являются позиционными аллофонами чистых в последнем слоге, если его оканчивает /n/.
|                         | Незадний ряд (−back) | Задний ряд (+back) | Задний ряд (+back) |
|                         | Незадний ряд (−back) | Неогублённые       | Огублённые         |
| ----------------------- | -------------------- | ------------------ | ------------------ |
| Верхний подъём или −RTR | /i/ /iː/             | /ə/ /əː/           | /u/ /uː/           |
| Нижний подъём или +RTR  | /ɪ/ /ɪː/             | /a/ /aː/           | /o/ /oː/           |

|               | Губно-губные | Ламино-альвеолярные | Дорсо-палатальные | Дорсо-велярные |
| ------------- | ------------ | ------------------- | ----------------- | -------------- |
| Взрывные      | /p/ /b/      | /t/ /d/             | /c/ /ɟ/           | /k/ /g/        |
| Фрикативные   |              | /s/                 |                   | /x/            |
| Носовые       | /m/          | /n/                 |                   | /ŋ/            |
| Дрожащие      |              | /r/                 |                   |                |
| Аппроксиманты | /w/          | /l/                 | /j/               |                |

### Основные фонетические закономерности

#### Сингармонизм гласных
Гласные фонемы в нанайском делятся на две серии, зависящие от степени подъёма языка, и основанные на парном расположении гласных в сериях, то есть наличии таких пар гласных каждого ряда, что один звук из каждой пары принадлежит к первой серии (более низкой по подъёму), а другой — ко второй (более высокой по подъёму). В первую серию входят гласные /ɪ, a, o/, во вторую — /i, ə, u/. Группа корейских учёных предлагает считать основным признаком для отличия серий продвинутость/отодвинутость корня языка (+/-RTR). Закон сингармонизма, действующий в современном нанайском языке, проявляется в том, что в пределах одного слова употребляются гласные лишь одной из двух серий: первой или второй. При этом непервый слог может редуцироваться качественно: гласные низкого подъёма (+RTR) перестают быть таковыми (становятся -RTR).

## Морфологические особенности
- Имя существительное имеет категории числа (ед. и мн.), притяжательности (личной и безличной), субъективной оценки, лица/нелица. Склонение бывает простым (семь падежей) и притяжательным (лично-притяж. и возврато-притяж.).
- Имя прилагательное морфологически неизменяемо. Делится на качественные (могут принимать выделительную форму), количественные и относительные.
- Числительные делятся на количественные и порядковые.
- Местоимение делится на разряды: личные, возвратно-притяжательные, возвратные, определительные, указательные и вопросительные.
- Глагол: собственно глагольные формы, причастие (фактически занимающее большую часть финитных сказуемых), деепричастие (простые, обозначающие действия односубъектные с главным и притяжательные, обозначающие как одно- так и разносубъектные действия с главным). Отрицательные фомы бывают синтетические и аналитические.
- Наречия делятся на разряды: качественные, количественные, степени, места, времени.
- Распространены междометия и имитативы.
- Служебные слова делятся на послелоги, союзы и слова-частицы[10][13].

В. А. Аврорин выделяет также особую группу слов, «обозначающих весьма разнохарактерные образные впечатления и ощущения и выделяющихся своими семантическими, морфологическими, синтаксическими и фонетическими особенностями». Такие слова называются образными словами. По своей семантике они могут быть разбиты на следующие разряды:
1. изображающие внешний вид предмета в состоянии покоя или движения, например: бопиал-бопиал «то открывая, то закрывая (рот, глаза)», дэӈгэриури «вздрогнув, шевельнувшись и сразу став неподвижным», пойӈгалбалба «окутываясь дымом, пылью»;
2. изображающие характер соединения предметов или отдельных их частей, например: дэӈ-дэӈ «крепко, так, что не оторвать»;
3. изображающие характер действия и одновременно внешний вид, состояние предмета при нарушении его целостности, например: гудэ-гудэ «разрываясь на куски»;
4. передающие зрительные цвето-световые впечатления, например: гиалун «обнажая белое из-под темного покрытия»;
5. передающие звуковые впечатления, эти слова связаны с прямыми звукоподражаниями, например: мэмул-мэмул «издавая звук шамканья беззубым ртом»;
6. передающие ощущения и душевные состояния человека, например: гичиак «ощущая мгновенное прикосновение чего-то холодного», дуӈу «испытывая чувство грусти, скуки, уныния».

Черты, отличающие образные слова от наречий:
1. значительно меньшая, чем у наречий, степень обобщенности лексических значений, ограниченное число глагольных слов, с которыми они могут вступать в связь;
2. ярко выраженная способность вступать в устойчивые словосочетания с некоторыми глагольными словами при утрате последними лексических значений и превращении их в служебные слова. Чаще всего образные слова вступают в словосочетания с глагольными словами от основ энэ «пойти, отправиться, двигаться» и та «сделать, поступить». Служебные слова с основой эни выражают пассивность действия, с основой та — активность. Примеры:

- Дюкэ сар энэхэни «лёд раскололся вдребезги (под действием посторонней силы)»;
- Най дюкэвэ сар тахани «человек расколол лёд вдребезги».

Некоторые исследователи считают проблему образных слов в нанайском и других тунгусо-маньчжурских языках надуманной. По мнению А. А. Бурыкина, «гипертрофия этого разряда слов… основана на не вполне адекватных представлениях о стилистических системах языков. Если в русском языке образные слова составляют часть экспрессивной лексики, свойственной разговорной речи и просторечию, то в нанайском… эта лексика является одной из составляющих нейтрального стиля и особенно активна в языке фольклора».

## Избранная библиография

### На русском языке
- Аврорин В. А. Грамматика нанайского языка, т. 1. М.;Л.: Изд-во АН СССР, 1959.
- Аврорин В. А. Грамматика нанайского языка, т.2. М.;Л.: Изд-во АН СССР, 1961.
- Оскольская С. А. Аспект в нанайском языке. Дисс. на соискание степени канд.филол.наук. СПб 2017
- Путинцева A. П. Морфология говора горинских нанай. Л, 1954.
- Путинцева A. П. О производственной лексике горинских нанай // Ученые записки ЛГПИ. — Л., 1969. С. 383.
- Сем Л. И. Очерки диалектов нанайского языка: бикинский (уссурийский) диалект. Л., 1976.
- Столяров А. В. Нанайский язык // Красная книга языков народов России: Энциклопедический словарь-справочник. М., 1994.
- Столяров А. В. Нанайский язык: социолингвистическая ситуация и перспектива сохранения // Малочисленные народы Севера, Сибири и Дальнего Востока. Проблемы сохранения и развития. Санкт-Петербург, 1997.
- Суник О. П. Кур-урмийский диалект. Л., 1958.

### Зарубежные работы
- Doerfer, Gerhard. Das Kur-Urmische und seine Verwandten. Zentralasiatische Studien, 7 1973 // 567—599. Wiesbaden: Otto Harrassowitz.
- Doerfer, Gerhard. Ist Kur-Urmisch ein nanaischer Dialekt? Ural-Altaische Jahrbücher, 47 1975 //51-63.
- Jun, An. Hezheyu Jianzhi [A Grammatical Sketch of the Hezhen Language]. Beijing: Minzu Chubanshe [Nationalites Press], 1986.
- Kazama, Shinjiro. Naanaigo no itchi' ni tsuite [On the so-called agreement in Nanay]. Hokudai Gengogaku Kenkyuuhookoko 5. Sapporo: Faculty of Letters, Hokkaido University, 1994.
- Zhang, Yang-chang, Bing Li, and Xi Zhang. The Hezhen Language. Changchun: Jilin University Press, 1989b.

### Нанайские тексты
- Аврорин В. А. Материалы по нанайскому языку и фольклору. Л., 1986.
- Нанайский фольклор: Нингман, сиохор, тэлунгу. Новосибирск, 1996.
- Самар Е. Манга покто. Трудные тропы. Хабаровск, 1992.
- Самар Е. Кондонкан даламдини. Кондонский староста. Хабаровск, 2000.
- Пассар А. Ми урэхэмби нингмансал. Сказки моего детства. Хабаровск, 2002.
- Ходжер А. Михорангоари. Поклонение природе. Хабаровск, 2000.
- Маршак С. Я. Двенадцать месяцев. Дёан дюэр биа (в переводе С. Н. Оненко). Хабаровск, 1990.
- Бельды Г. На найни: Стихи. Хабаровск, 1980.
- Kazama, Shinjiro. Nanay Texts. Publications on Tungus Languages and Cultures 4. Center for Language Studies, Otaru University of Commerce: Otaru, Japan. 1993. [in Nanay and Japanese]
- Kazama, Shinjiro. Nanay Folk Tales and Legends 2. Publications on Tungus Languages and Cultures 8. Faculty of Education, Tottori University: Tottori, Japan. 1996. [in Nanay and Japanese]
- Kazama, Shinjiro. Nanay Folk Tales and Legends 3. Publications on Tungus Languages and Cultures 10. Tokyo University of Foreign Studies: Tokyo. Japan. 1997. [in Nanay and Japanese]
- Kazama, Shinjiro. Nanay Folk Tales and Legends 4. Publications on Tungus Languages and Cultures 12. Chiba: Chiba University. 1998.

### Словари
- Оненко С. Н. Русско-нанайский словарь (свыше 8 000 слов). Л., 1959.
- Петрова Т. И. Нанайско-русский словарь (около 8 000 слов). Л., 1960.
- Оненко С. Н. Нанайско-русский и русско-нанайский словарь: пособие для учащихся средней школы (более 3 600 слов). Л., 1982.
- Оненко С. Н. Словарь нанайско-русский и русско-нанайский: пособие для учащихся средней школы (около 4 000 слов). Л., 1989.
- Оненко С. Н. Лоца-Наанай Хэсэһкуни. Русско-нанайский словарь (около 5 000 слов). М., 1986.
- Оненко С. Н. Нанай-Лоча Хэсэһкуни. Нанайско-русский словарь (12 800 слов). М., 1980.
- Киле А. С. Нанайско-русский тематический словарь (духовная культура). Хабаровск, 1999.